# Giuseppe Maria Buini
Giuseppe Maria Buini (okolo roku 1690? Bologna – 13. května 1739 Alessandria, Piemont) byl italský varhaník, hudební skladatel, libretista a básník.

## Život
Byl velmi plodný operní skladatel převážně žánru opera buffa. Jeho opery se hrály zejména v Benátkách a v Bologni. Byl rovněž básníkem a operní libreta si často psal sám, což v té době nebylo příliš obvyklé. Některá z jeho libret zhudebnili i jií skladatelé. Podle životopisce Edwarda Denta Buiniho libreta ovlivnily i tvorbu Carla Goldoniho.
Z jeho hudby se dochovalo jen velmi málo. Kromě sbírky sonát pro housle a violoncello je to jen několik jednotlivých árií a kantát.

## Opery
- Armida abbandonata (1716 Bologna)
- L'ipocondriaco (1718 Bologna)
- Il mago deluso della magia (1718 Bologna)
- La pace per amore (spoluautor Fortunato Chelleri, 1719 Benátky, Teatro San Moisè)
- La caduta di Gelone (1719 Benátky, Teatro San Angelo)
- Armida delusa (1720 Benátky, Teatro San Angelo)
- Gli inganni fortunati (1720 Benátky, Teatro San Moisè)
- Apollo geloso (1720 Lugo)
- Il filindo (1720 Benátky, Teatro San Moisè)
- Cleofile (1721 Benátky, Teatro San Moisè)
- Pithonessa sul Monte Olimpo (1722 Bologna)
- Amore e maestà (1722 Bologna)
- Gli inganni felici (1722 Benátky, Teatro San Moisè)
- La fede ne' tradimenti (1723 Faenza)
- Il Tolomeo re d'Egitto (1724 Verona)
- L'Agrippa tetrarca di Gerusalemme (1724 Milán, Teatro Regio Ducale)
- Amor non vuol rispetti (1724 Bologna)
- La ninfa riconosciuta (1724 Bologna)
- La vendetta disarmata dall'amore (1724 Bologna)
- La Cleonice (1725 Bologna)
- L'Adelaide (1725 Bologna)
- Li sdegni cangiati in amore (1725, Benátky, Teatro San Moisè)
- Il savio delirante (1726 Bologna)
- Albumazar (1727 Bologna)
- Il Malmocor (1728 Bologna)
- La forza del sangue (1728 Bologna)
- Teodorico (1728 Bologna)
- Chi non fa non falla (1729 Bologna)
- I diporti d'amore in villa (1729 Bologna)
- Amore e gelosia (1729 San Giovanni in Persiceto)
- La maschera levata al vizio (1730 Bologna)
- Il podestà di Colognole (1730 Bologna)
- Fidarsi è bene, ma non fidarsi è meglio (1731, Benátky, Teatro San Moisè)
- Gli amici (1734 Bologna)
- La Zanina maga per amore (1737 San Giovanni in Persiceto)